# Estación Tronge
Tronge era una estación ferroviaria ubicada en la localidad homónima, en el partido de Guaminí, provincia de Buenos Aires, Argentina.

## Historia
Fue inaugurada en 1911 por la Compañía General de Ferrocarriles en la Provincia de Buenos Aires es parte del ramal Patricios - Victorino de la Plaza. Sus servicios cesaron el 28 de octubre de 1961 a causa del Plan Larkin.
Esta localidad, pertenece al partido de Trenque Lauquen, está ubicada a 10 kilómetros, aproximadamente de la localidad de Garre, (esta tiene la particularidad de pertenener a 3 partidos, Trenque lauquen, Guamini y Tres lomas)